# العلاقات اليمنية السريلانكية
العلاقات اليمنية السريلانكية هي العلاقات الثنائية التي تجمع بين اليمن وسريلانكا.

## مقارنة بين البلدين
هذه مقارنة عامة ومرجعية للدولتين:
| وجه المقارنة                                              | اليمن                   | سريلانكا                         |
| --------------------------------------------------------- | ----------------------- | -------------------------------- |
| المساحة (كم2)                                             | 555.00 ألف              | 65.61 ألف                        |
| عدد السكان (نسمة)                                         | 28.25 مليون             | 21.44 مليون                      |
| الكثافة السكانية (ن./كم²)                                 | 50.9                    | 326.78                           |
| العاصمة                                                   | صنعاء عدن (عاصمة مؤقتة) | سري جاياواردنابورا كوتي، كولمبو  |
| اللغة الرسمية                                             | اللغة العربية           | اللغة السنهالية، اللغة التاميلية |
| العملة                                                    | ريال يمني               | روبية سريلانكي                   |
| الناتج المحلي الإجمالي (بليون دولار)                      | 18.21 مليار             | 87.17 مليار                      |
| الناتج المحلي الإجمالي (تعادل القوة الشرائية) بليون دولار | 75.69 مليار             | 246.62 مليار                     |
| الناتج المحلي الإجمالي الاسمي للفرد دولار أمريكي          | 1.41 ألف                | 3.93 ألف                         |
| الناتج المحلي الإجمالي للفرد دولار أمريكي                 |                         | 11.11 ألف                        |
| مؤشر التنمية البشرية                                      | 0.498                   | 0.757                            |
| رمز المكالمات الدولي                                      | +967                    | +94                              |
| رمز الإنترنت                                              | .ye                     | .lk،                             |
| المنطقة الزمنية                                           | ت ع م+03:00             | ت ع م+05:30                      |

## منظمات دولية مشتركة
يشترك البلدان في عضوية مجموعة من المنظمات الدولية، منها:
| علم المنظمة | اسم المنظمة                               | تاريخ انضمام اليمن | تاريخ انضمام سريلانكا |
| ----------- | ----------------------------------------- | ------------------ | --------------------- |
|             | مؤسسة التنمية الدولية                     | 22 مايو 1970       | 27 يونيو 1961         |
|             | الأمم المتحدة                             | 30 سبتمبر 1947     | 14 ديسمبر 1955        |
|             | منظمة الشرطة الجنائية الدولية             | ?                  | ?                     |
|             | المركز الدولي لتسوية المنازعات الاستشارية | 20 نوفمبر 2004     | 11 نوفمبر 1967        |
|             | الاتحاد الدولي للاتصالات                  | 1931               | 1897                  |
|             | البنك الدولي للإنشاء والتعمير             | 3 أكتوبر 1969      | 29 أغسطس 1950         |
|             | الاتحاد البريدي العالمي                   | ?                  | ?                     |
|             | منظمة حظر الأسلحة الكيميائية              | ?                  | ?                     |
|             | مؤسسة التمويل الدولية                     | 22 مايو 1970       | 20 يوليو 1956         |
|             | وكالة ضمان الاستثمار متعدد الأطراف        | 12 مارس 1996       | 27 مايو 1988          |
|             | يونسكو                                    | 2 أبريل 1962       | 14 نوفمبر 1949        |

## وصلات خارجية
- موقع وزارة الخارجية السريلانكية